# The Love Mart
The Love Mart é um filme mudo norte-americano de 1927, do gênero drama, dirigido por George Fitzmaurice, e com Boris Karloff no elenco. É um filme perdido.

## Elenco
- Billie Dove como Antoinette Frobelle
- Gilbert Roland como Victor Jallot
- Ray Turner como Poupet
- Noah Beery como Capitão Remy
- Armand Kaliz como Jean Delicado
- Emile Chautard como Louis Frobelle
- Boris Karloff como Fleming
- Mattie Peters como Caresse
- George Bunny
- Paul Vincenti